# I Wish You Love
I Wish you love (Traducido al español: Te deseo amor) es el decimoséptimo álbum musical de la cantante estadounidense Gloria Gaynor lanzado en 2003 por la discográfica BMG UK & Ireland Limited. Todas las canciones son compuestas en su totalidad por Gloria excepto por Pena - Spanish y I never knew que fueron compuestas por Alexandre Pires, Hex Hector y Mac Quayle. Es una vuelta a sus raíces de R&G Sould mezclado con el género dance & electrónica, en el álbum se destaca por su hit ''Just Keep Thinking About You'', ''All The Man That I Need'' y ''Gotta Be Forever''.

## Lista de canciones
| I Wish You Love |                                             |                                       |          |  |
| N.º             | Título                                      | Escritor(es)                          | Duración |  |
| 1.              | «Gotta Be Forever»                          | Gloria Gaynor                         | 3:32     |  |
| 2.              | «Stronger»                                  | Gloria Gaynor                         | 3:17     |  |
| 3.              | «I Wish You Love»                           | Gloria Gaynor                         | 3:42     |  |
| 4.              | «Let It Rain»                               | Gloria Gaynor                         | 5:11     |  |
| 5.              | «Gone Too Long»                             | Gloria Gaynor                         | 3:00     |  |
| 6.              | «Just No Other Way»                         | Gloria Gaynor                         | 3:58     |  |
| 7.              | «I Never Knew»                              | Gloria Gaynor                         | 4:54     |  |
| 8.              | «Just Keep Thinking About You (Radio Edit)» | Gloria Gaynor                         | 3:04     |  |
| 9.              | «No One Can Love You More»                  | Gloria Gaynor                         | 4:08     |  |
| 10.             | «You Keep Running»                          | Gloria Gaynor                         | 3:00     |  |
| 11.             | «I'm Here For You»                          | Gloria Gaynor                         | 5:07     |  |
| 12.             | «All The Man That I Need»                   | Gloria Gaynor                         | 3:40     |  |
| 13.             | «I Never Knew (HQ2 Radio Edit)»             | Gloria Gaynor, Hex Héctor, Mac Quayle | 3:47     |  |
| 14.             | «Pena (Spanish)»                            | Gloria Gaynor, Alexandre Pires        | 3.28     |  |
| 53:37           |                                             |                                       |          |  |

## Versión Europea
| I Wish You Love (European Version) |                                                    |                                       |          |  |
| N.º                                | Título                                             | Escritor(es)                          | Duración |  |
| 1.                                 | «Gotta Be Forever»                                 | Gloria Gaynor                         | 3:32     |  |
| 2.                                 | «Stronger»                                         | Gloria Gaynor                         | 3:17     |  |
| 3.                                 | «I Wish You Love»                                  | Gloria Gaynor                         | 3:42     |  |
| 4.                                 | «Let It Rain»                                      | Gloria Gaynor                         | 5:11     |  |
| 5.                                 | «Gone Too Long»                                    | Gloria Gaynor                         | 3:00     |  |
| 6.                                 | «Just No Other Way»                                | Gloria Gaynor                         | 3:58     |  |
| 7.                                 | «I Never Knew»                                     | Gloria Gaynor                         | 4:54     |  |
| 8.                                 | «Just Keep Thinking About You (Radio Edit)»        | Gloria Gaynor                         | 3:04     |  |
| 9.                                 | «No One Can Love You More»                         | Gloria Gaynor                         | 4:08     |  |
| 10.                                | «You Keep Running»                                 | Gloria Gaynor                         | 3:00     |  |
| 11.                                | «I'm Here For You»                                 | Gloria Gaynor                         | 5:07     |  |
| 12.                                | «All The Man That I Need»                          | Gloria Gaynor                         | 3:40     |  |
| 13.                                | «I Never Knew (HQ2 Radio Edit)»                    | Gloria Gaynor, Hex Héctor, Mac Quayle | 3:47     |  |
| 14.                                | «Pena (Spanish)»                                   | Gloria Gaynor, Alexandre Pires        | 3.41     |  |
| 15.                                | «Eres Para Siempre (Gotta Be Forever Spanish Mix)» | Gloria Gaynor                         | 3:28     |  |
| 16.                                | «I Never Knew (Spanish)»                           | Gloria Gaynor, Alexandre Pires        | 4:00     |  |
| 60 min. aprox                      |                                                    |                                       |          |  |